# Alberich Bormann
Alberich Bormann (n. 12 august 1982, Ciudad de México, Mexic) este un actor și cântăreț mexican de origine neerlandeză care face parte din trupa Camaleones.

## Telenovele
- 2013: Santa diabla - Ivan Cano Guerrero
- 2009-2010: Camaleones ... Federico Díaz Ballesteros
- 2008: Mañana Es Para Siempre ... Anibal (când era adolescent, 1 episod)
- 2007-2008: Palabra de mujer ... Emiliano Medina
- 2007: Tormenta en el paraiso
- 2006: Rebelde ... Martin Reverte

## Serie
- 2011: Como dice el dicho